# Глакэн, Джерри
Джеральд Рудольф (Джерри) Глакэн (англ. Gerald Rudolph (Gerry) Glackan; 8 августа 1923, Джабалпур, Британская Индия — 1965, Вестминстер, Большой Лондон) — индийский хоккеист на траве, нападающий. Олимпийский чемпион 1948 года.

## Биография
Джерри Глакэн родился 8 августа 1923 года в городе Джабалпур в Британской Индии (сейчас в Индии).
Играл в хоккей на траве за Бенгалию.
В 1948 году вошёл в состав сборной Индии по хоккею на траве на летних Олимпийских играх в Лондоне и завоевал золотую медаль. Играл на позиции нападающего, провёл 1 матч, забил 1 мяч в ворота сборной Нидерландов.
Умер в 1965 году в районе Вестминстер британского города Лондон.